# ModelSim
ModelSim 是明導國際提供的多语言 HDL 仿真环境，用于仿真诸如VHDL。Verilog和SystemC之类的硬件描述语言，并包含一个内置的 C 调试器。ModelSim可以单独使用，也可以与Intel Quartus Prime、Xilinx ISE或Xilinx Vivado等软件结合使用。仿真的执行可以使用图形用户界面（GUI）或自动脚本。

## 版本
Mentor HDL 仿真产品提供了多个版本，例如 ModelSim PE 和 Questa Sim。
Questa Sim 提供高性能和高级调试功能，而 ModelSim PE 是面向爱好者和学生的入门级模拟器。Questa Sim 用于数百万逻辑门的大型设计中，并在32位和64位的 Microsoft Windows 和 Linux 上受支持。
通过 Link for ModelSim，ModelSim 也可以与 MATLAB/Simulink 一起使用。Link for ModelSim 是 Simulink 和 ModelSim 之间的快速双向协同仿真接口。对于此类设计，MATLAB 提供了一个数值仿真工具箱，而 ModelSim 提供了用于验证设计的硬件实现和时序特性的工具。

## 语言支持
ModelSim 使用统一的内核来仿真所有受支持的语言，调试嵌入式 C 代码的方法与 VHDL 或 Verilog 相同。
ModelSim 和 Questa Sim 产品支持以下语言的仿真，验证和调试：
- VHDL
- Verilog
- Verilog 2001
- SystemVerilog
- PSL
- SystemC